# NGC 6879
NGC 6879 is een planetaire nevel in het sterrenbeeld Pijl. Het hemelobject werd op 8 mei 1883 ontdekt door de Amerikaanse astronoom Edward Charles Pickering.

## Synoniemen
- PK 57-8.1